# مزد ترس (مجموعه تلویزیونی)
مزد ترس نام یک مجموعهٔ تلویزیونی به کارگردانی حمید تمجیدی است که در سال ۱۳۷۱ تولید و از شبکه دو پخش گردید. بعدها در سال ۱۳۷۴، قسمت دوم این مجموعه تلویزیونی تحت عنوان بازی با مرگ نیز ساخته و پخش شد.

## داستان
سروان «ناصر محمدی» (با بازی عبدالرضا اکبری) یکی از کارآگاهان اداره آگاهی است که با همسرش و دخترشان زندگی می‌کند. او طی مأموریتی، مسئولِ پیگیری قتلِ یک نوازندهٔ ارکستر سمفونیک می‌شود که جسد سوخته‌اش را در محل تخلیهٔ زباله پیدا کرده‌اند. وی در طول بررسی‌های خود، به محل ارکستر سمفونیک هم سر می‌زند و در آنجا با برادر مقتول آشنا می‌شود. یک شب، کارآگاه محمدی هنگام تماشای یک برنامه تلویزیونی، مصاحبه‌ای با یک محکوم به اعدام را می‌بیند و نکاتی نظرش را جلب می‌کند. او با تهیه‌کننده آن برنامه تلویزیونی تماس می‌گیرد و سرانجام به سرنخ‌های جدیدی می‌رسد…

## بازیگران
- عبدالرضا اکبری در نقش «سروان ناصر محمدی»
- اسماعیل محرابی
- احمد فخر
- علی دهکردی
- حمیده خیرآبادی
- محبوبه بیات
- رقیه چهره‌آزاد
- فریبرز عرب‌نیا
- رضا بنفشه‌خواه
- مینا نوروزی
- اکبر قدمی